# Прокопій I Єрусалимський
Патріарх Прокопій I (грец. Πατριάρχης Προκόπιος Α΄, у світі Панайотіс Сісманіс, грец. Παναγιώτης Συσμάνης; поч. XVIII століття, Загорас, Греція - грудень 1788) - єпископ Єрусалимської православної церкви, Патріарх Єрусалимський і всієї Палестини.

## Біографія
Після закінчення початкової освіти у школі при Загораській бібліотеці, Панайотіс вирушив до Константинополя у пошуках кращого життя. Після кількох років у Константинополі він переїхав до Молдавії, де вступив до монастиря і був пострижений у чернецтво з ім'ям Прокопій. Пізніше він був висвячений на священний сан і став настоятелем монастиря Гробу Господнього, званий також Галата біля Ясс (нині Румунія).
Пізніше Прокопій переїхав до Єрусалиму, де 12 грудня 1775 року в церкві Воскресіння Христового в Єрусалимі він був висвячений на єпископа зі зведенням у сан митрополита Кесарійського.
Служив митрополитом Кесарійським упродовж дванадцяти років. Під час своєї служби в Палестині єпископ Прокопій відкрив Патріаршу школу в Єрусалимі, яку він створив зразком школи в Загорасі.
Незадовго до смерті Патріарх Єрусалимський Аврамій обрав митрополита Прокопія своїм наступником. 2 листопада 1787 був зведений на Єрусалимський Патріарший престол. Вступив на патріарший престол у похилому віці, але він вважався людиною з сильним інтелектом та видатним благочестям.
Усвідомлюючи свій похилий вік і розуміючи свою нездатність реагувати на вимоги глави Церкви, позиції якої послаблювалися латинською пропагандою, Патріарх Прокопій ухвалив рішення про звільнення, розпорядившись про своєчасне обрання собі наступника, яким став митрополит Кесарійський Анфімій.
Після того, як Анфімій погодився, Патріарх Прокопій 24 жовтня 1788 пішов на спокій, а через місяць відбулося вивсячення митрополита Анфима. Через кілька днів після цього патрірх Прокоп помер.